# Färskesjöns naturreservat
Färskesjön är ett naturreservat i Karlskrona kommun i Blekinge län.
Naturreservatet är skyddat sedan 2002 och omfattar 225 hektar. Det är beläget söder om Jämjö i östra delen av Karlskrona kommun och består mest av hällmarker naturskog med lövträd och tall.
I det skyddade området ingår en del av Färskesjön. Väster om sjön ligger ett flackt urbergsområde. Där har det bildats hällmarker med sprickdalar. Där finns hedbokskog, skogbevuxna kärr och ekskogar. På gamla bokträd växer storsvampen skillerticka och väster om Färskesjön kan man på marken finna fjällnejlikan. 

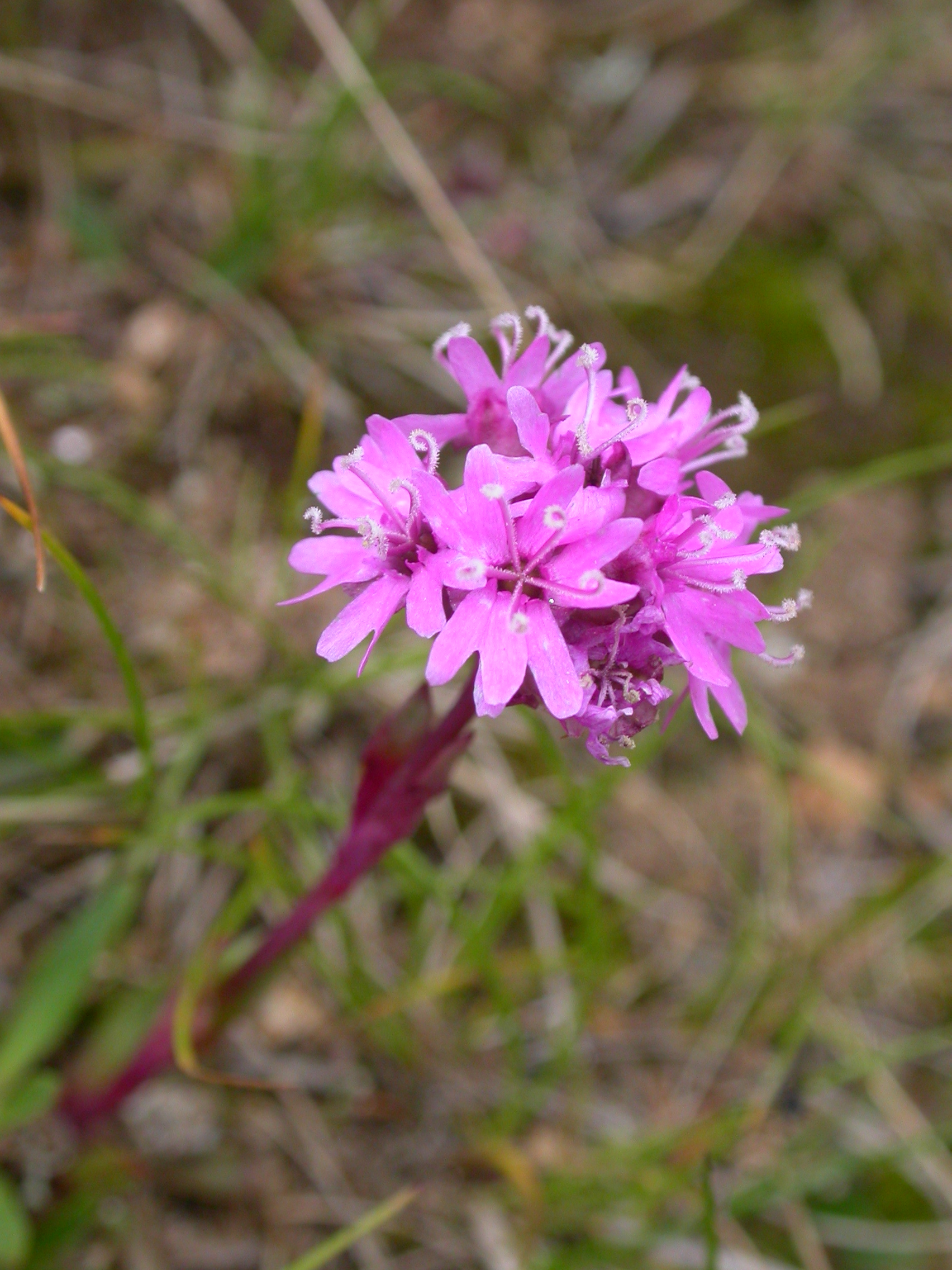
Fjällnejlika

I den södra delen av reservatet växer bland annat blåsippa, myskmadra, buskstjärnblomma, ljung, tulkört och harsyra. Mindre hackspett och nattskärra och många andra arter häckar i området.
Många kulturhistoriska spår finns såsom gravfält, rösen, stensättningar, resta stenar, gammal hålväg, stenmurar, odlingsrösen och husgrunder.
Naturreservatet ingår i EU:s ekologiska nätverk, Natura 2000.

## Källo r
- Länsstyrelsen, naturreservat Färskesjön

1. 1 2 3 4 5  Skyddade områden, naturreservat, 18 december 2015, läs onlineläs online, läst: 20 januari 2017.[källa från Wikidata]
2. 1 2  Skyddade områden, naturreservat, 25 februari 2020, läs onlineläs online, läst: 25 februari 2020.[källa från Wikidata]